# Francesco Capaccini

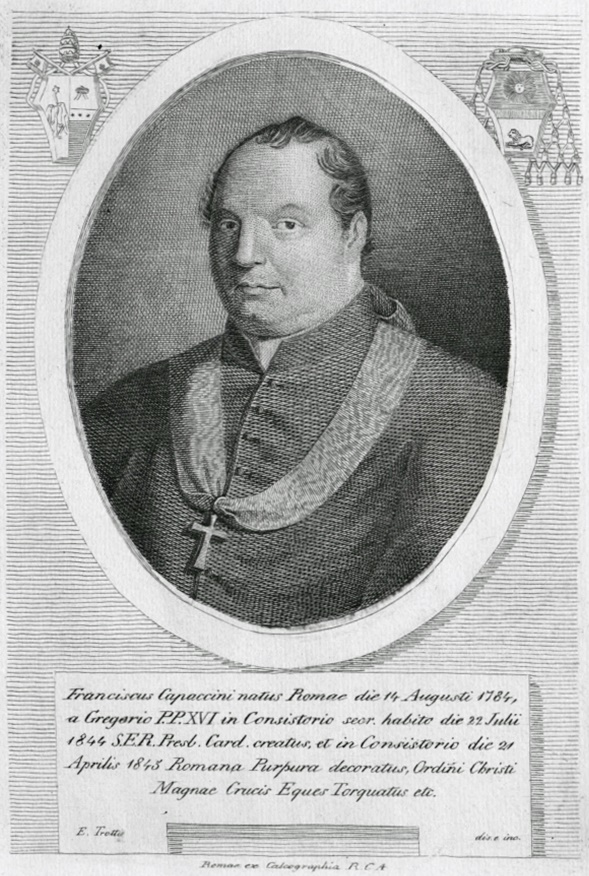
Francesco Kardinal Capaccini

Francesco Capaccini (* 14. August 1784 in Rom; † 15. Juni 1845 ebenda) war ein Kardinal der Römischen Kirche. Er war Mitglied der Kurie und päpstlicher Diplomat.

## Leben
Capaccini entstammte einer Familie der Mittelschicht, er war der Sohn von Domenico Capaccini und dessen Ehefrau Barbara Procaccini. Er begann seine Schulausbildung 1797 am Seminario Romano, nachdem dieses 1798 durch die französischen Besatzer geschlossen wurde, konnte er den Schulbesuch erst 1801 bis 1806 fortsetzen. Die Priesterweihe empfing Capaccini am 19. September 1807. Im Jahr 1811 ging er nach Mailand und wurde dort Hauslehrer der Familie des Grafen Porro Lambertenghi. Dort vertiefte er sein Studium der Astronomie, das er am Roman College begonnen hat, und gewann die Wertschätzungen von Barnaba Oriani, Astronom aus Brera. 1812 zog er nach Neapel als Astronomenassistent von Federigo Zuccari am Observatorium und als außerordentlicher Professor am Lehrstuhl für Astronomie der Universität. Nach dem Ende der napoleonischen Ära wurde er 1815 Minutant im Staatssekretariat. Er war Sekretär und enger Mitarbeiter des Kardinalstaatssekretärs Ercole Consalvi und nahm 1827 an den Verhandlungen über ein Konkordat mit den Niederlanden teil. Von 1828 bis 1831 war Francesco Capaccini Internuntius in den Niederlanden. Am 11. Juli 1836 wurde er Sekretär der Kongregation für außerordentliche kirchliche Angelegenheiten, 1837 auch Kanoniker der Lateranbasilika. Vom November 1841 bis zum 20. Februar 1844 war er Internuntius und Apostolischer Delegat in Portugal, um über die Normalisierung der Beziehungen Portugals zum Kirchenstaat zu verhandeln. Am 20. Februar 1844 wurde er zum Generalauditor der Apostolischen Kammer ernannt.
Papst Gregor XVI. kreierte ihn im Konsistorium vom 22. Juli 1844 zum Kardinal in pectore, dies wurde im Konsistorium vom 21. April 1845 publiziert.
Francesco Capaccini starb, bevor er den roten Hut und einen Kardinalstitel erhielt. Er wurde in der römischen Kirche Santa Maria in Aquiro beigesetzt.